# Contea di Androscoggin
La contea di Androscoggin, in inglese Androscoggin County, è una contea dello Stato del Maine, negli Stati Uniti. La popolazione al censimento del 2000 era di 103 793 abitanti. Il capoluogo di contea è Auburn.

## Geografia fisica
La contea si trova nella parte sud-occidentale del Maine. L'U.S. Census Bureau certifica che l'estensione della contea è di 1287 km², di cui 1217 km² composti da terra e i rimanenti 70 km² composti di acqua.
Il territorio è pianeggiante nella parte meridionale e collinare a nord. La contea è divisa a metà da nord a sud dal fiume Androscoggin.
Lewiston ospita il Bates College.

### Contee confinanti
- Contea di Franklin - nord
- Contea di Kennebec - nord-est
- Contea di Sagadahoc - sud-est
- Contea di Cumberland - sud
- Contea di Oxford - ovest

## Storia
L'area era abitata dai nativi Abenachi. La contea fu creata nel 1854 e deve il suo nome proprio a una tribù di Abenachi, gli Androscoggin.

## Comuni
- Auburn
- Durham
- Greene
- Leeds
- Lewiston
- Lisbon
- Livermore Falls
- Livermore
- Mechanic Falls
- Minot
- Poland
- Sabattus
- Turner
- Wales